# Refren
Refren – w pieśni lub piosence jest to powtarzająca się melodia i związany z nią tekst, występujący zwykle po zakończeniu zwrotki. W jazzie  często ma zadanie oddzielenia poszczególnych części solowych i grany jest przez cały zespół.
Refren jest częścią zwrotki, która składa się z tzw. canta (kanta) i refrenu.
Refren zwykle zawiera w pełni rozbudowaną melodię, niekiedy jednak sprowadzony jest do jednego, krótkiego motywu. Na przykład w pieśniach religijnych może się sprowadzać do wyśpiewywanego przez zgromadzenie słowa Amen lub prośby Módl się za nami/Zmiłuj się nad nami (w litaniach) w odpowiedzi na śpiew kantora. Podobną rolę w hiszpańskich piosenkach ludowych odgrywa refren Ole!.
Refren występuje również w wierszach stylizowanych na utwór muzyczny, na przykład w balladach Bolesława Leśmiana.
W teorii literatury refrenem nazywa się każdy wers powtarzający się w toku utworu, w brzmieniu identycznym lub lekko zmienionym, zwłaszcza w zamknięciu strofy. Niektóre ustalone formy wersyfikacyjne, jak rondo, rondel, roundel, pantum i ballada francuska, jak również kasyda i gazel, opierają się na występowaniu refrenu.